# دايفيد بي نورتن
دايفيد بي نورتن (بالإنجليزية: David Norton)‏ هو شخصية أعمال أمريكي، ولد في 22 يوليو 1941.